# Memorial Beach
Memorial Beach — п'ятий студійний альбом норвезького гурту a-ha, виданий 1993 року.
Серед пісень альбому відомою стала тільки «Move To Memphis». Диск комерційного успіху не мав: одні вважали його надто похмурим, інші — надто авангардистським, треті — відверто слабким. При цьому англійський журнал «Q» назвав Пола Воктора-Савоя одним з найвидатніших пісенних композиторів у сучасній музиці.[джерело?] Мортен Гаркет почав працювати над власним проєктом «Poetenes Evangelium».

## Музиканти
- Пол Воктор-Савой (Paul Waaktaar-Savoy) (6 вересня 1961) — композитор, гітарист, вокалист.
- Магне Фуругольмен (Magne Furuholmen) (1 листопада 1962) — клавішник, композитор, вокаліст, гітарист.
- Мортен Гаркет (Morten Harket) (14 вересня 1959) — вокаліст.

## Композиції
| #   | Назва                            | Тривалість |
| --- | -------------------------------- | ---------- |
| 1.  | «Dark Is the Night for All»      | 3:46       |
| 2.  | «Move to Memphis»                | 4:22       |
| 3.  | «Cold as Stone»                  | 8:19       |
| 4.  | «Angel in the Snow»              | 4:13       |
| 5.  | «Locust»                         | 5:09       |
| 6.  | «Lie Down in Darkness»           | 4:32       |
| 7.  | «How Sweet It Was»               | 6:00       |
| 8.  | «Lamb to the Slaughter»          | 4:20       |
| 9.  | «Between Your Mama and Yourself» | 4:16       |
| 10. | «Memorial Beach»                 | 4:36       |

## Сингли
- «Move to Memphis»  [Британський сингл-чарт # 48]
- «Dark Is The Night For All» [Британський сингл-чарт # 19, Американський сингл-чарт # 111]
- «Angel In The Snow» [Британський сингл-чарт # 41]